# Partito Pirata Ceco
Il Partito Pirata Ceco (in ceco Česká pirátská strana - Piráti) è un partito politico ceco fondato nel 2009.
I principali temi sostenuti dal partito sono la democrazia diretta, la riforma del diritto d'autore e la libertà di informazione.
È membro dell'Internazionale dei Partiti Pirata e del Partito Pirata Europeo.

## Storia
Il 19 aprile del 2009 il programmatore Jiří Kadeřávek sul portale AbcLinux pubblicò un manifesto di fondazione. Subito si formò un Comitato di fondazione ed una raccolta di firme on-line necessaria per la registrazione del partito. Il 27 maggio 2009 fu fatta al Ministero degli Interni della Repubblica ceca richiesta di registrazione del partito. Il partito fu quindi ufficialmente registrato il 17 giugno 2009.
Il primo Forum nazionale del partito si tenne a fine ottobre 2009 nella cittadina di Albrechtice nad Orlicí. Il Forum elesse presidente del Partito Ivan Bartoš, che mantenne la carica, con alcune brevi interruzioni tecniche, sino al giugno 2014.
Nell'aprile del 2012 il Partito Pirata Ceco ospitò a Praga la conferenza dell'Internazionale dei Partiti Pirata a cui parteciparono più di 200 delegati di 27 diversi paesi.

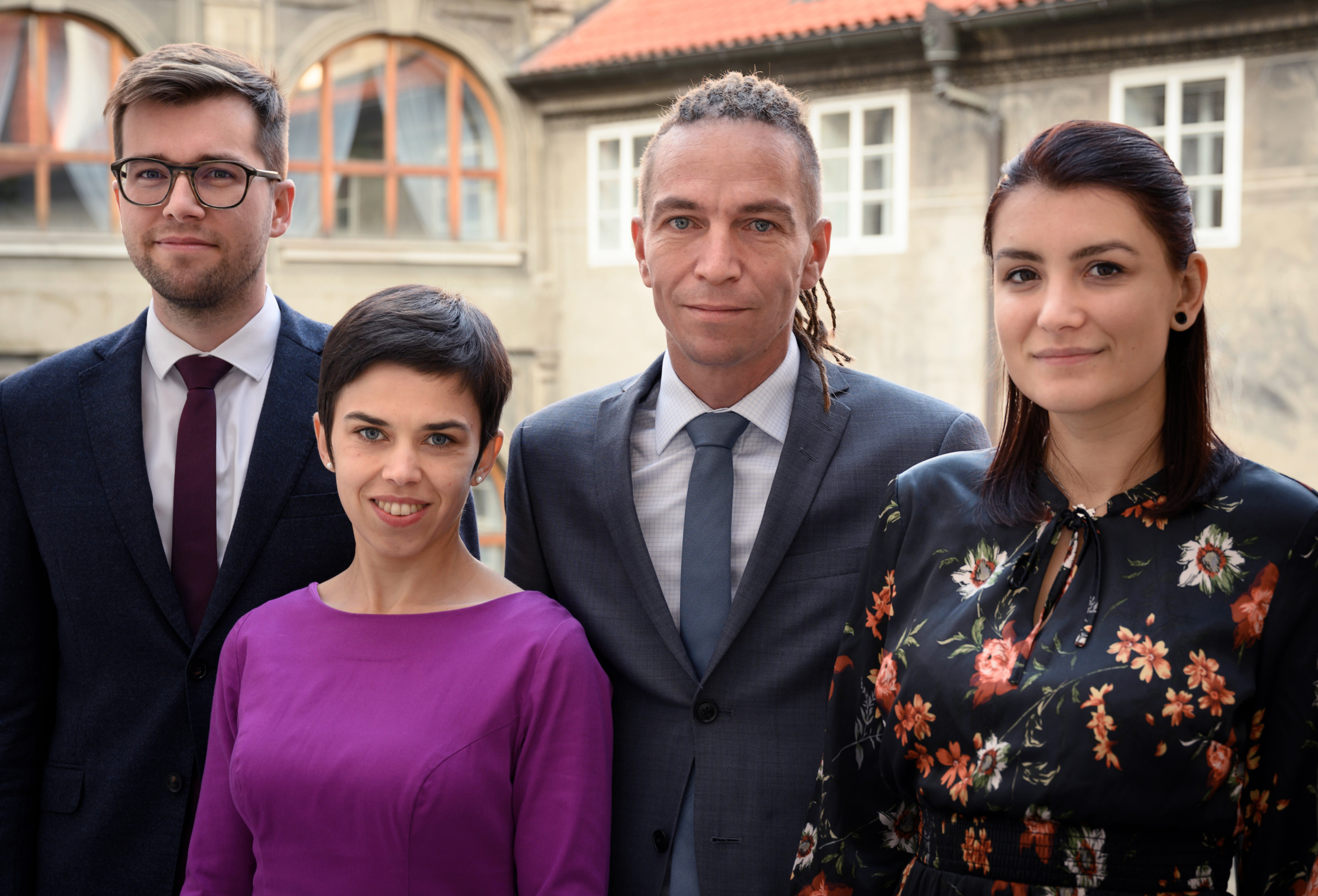
I quattro deputati del Partito Pirata eletti nel 2021.

Il Partito Pirata Ceco ha conquistato un seggio al Senato nelle elezioni del 2012, diventando il primo partito pirata al mondo ad avere la sua rappresentanza in una camera del Parlamento nazionale..
Alle elezioni parlamentari del 2017 ha conquistato 22 seggi su 200 grazie al 10,79% dei voti posizionandosi terzo partito.
Tra il 2020 e l'inizio del 2021 i Pirati hanno costituito un'alleanza elettorale con il partito di centro-destra STAN (Sindaci e Indipendenti). Alle elezioni del 2021 l'alleanza ottenne 37 seggi, di cui solo 4 andarono ai Pirati, ed entrò per la prima volta in coalizione di governo con Spolu. Il Partito Pirata ha nominato tre ministri nel governo Fiala: Ivan Bartoš come Ministro dello Sviluppo regionale e della Digitalizzazione, Jan Lipavský come Ministro degli Esteri e Michal Šalamoun come Ministro della Legislazione.

## Risultati elettorali
| Elezione                     | Voti    | %     | Seggi                          |
| ---------------------------- | ------- | ----- | ------------------------------ |
| Parlamentari 2010            | 42.323  | 0,80  | 0 / 200                        |
| Parlamentari 2013            | 132.417 | 2,66  | 0 / 200                        |
| Europee 2014                 | 72.514  | 4,78  | 0 / 21                         |
| Parlamentari 2017            | 546.393 | 10,80 | 22 / 200                       |
| Europee 2019                 | 330.844 | 13,96 | 3 / 21                         |
| Parlamentari 2021 (con STAN) | 839.448 | 15,60 | 37 / 200(4 seggi per i Pirati) |
| Europee 2024                 | 184.091 | 6,20  | 1 / 21                         |